# Liste der Kreisstraßen im Ennepe-Ruhr-Kreis
Die Liste der Kreisstraßen im Ennepe-Ruhr-Kreis ist eine Auflistung der Kreisstraßen im Ennepe-Ruhr-Kreis, Nordrhein-Westfalen.

## Abkürzungen
- K: Kreisstraße
- L: Landesstraße

## Liste
Die Kreisstraßen behalten die ihnen zugewiesene Nummer innerhalb von Nordrhein-Westfalen auch bei einem Wechsel in einen anderen Kreis oder in eine kreisfreie Stadt. Nicht vorhandene bzw. nicht nachgewiesene Kreisstraßen werden in Kursivdruck gekennzeichnet, ebenso Straßen und Straßenabschnitte, die unabhängig vom Grund (Herabstufung zu einer Gemeindestraße oder Höherstufung) keine Kreisstraßen mehr sind.
Der Straßenverlauf wird in der Regel von Nord nach Süd und von West nach Ost angegeben.
| Nr.  | Verlauf |
| ---- | --- |
| K 1  | L 705 in Hattingen – L 924 – Holthausen – L 551 in Buchholz                                                     |
| K 2  | L 924 in Herbede – Kampen – K 4 – L 733 in Durchholz                                                            |
| K 3  | (K 3 in Essen) – Kreisgrenze – L 925 in Niederwenigern                                                          |
| K 4  | K 2 in Kampen – L 733 – L 525 in Bommern                                                                        |
| K 5  | L 705 in Welper – L 924 – Blankenstein – K 1 – L 551 in Sprockhövel                                             |
| K 6  | L 551 in Sprockhövel – L 651 – L 525 in Hiddinghausen                                                           |
| K 7  | (K 7 im Oberbergischen Kreis) – Kreisgrenze – L 699                                                             |
| K 8  | L 700 in Milspe – – Königsfeld – Kreisgrenze – (K 8 im Oberbergischen Kreis)                                    |
| K 9  | (K 9 im Oberbergischen Kreis) – Kreisgrenze – K 7                                                               |
| K 10 | L 528 in Breckerfeld – Ehringhausen – Kreisgrenze – (K 10 im Märkischen Kreis)                                  |
| K 11 | – Ende – in Herdecke                                                                                            |
| K 12 | (K 12 in Bochum) – Kreisgrenze – Heven – K 13 – – L 924                                                         |
| K 13 | (K 13 in Bochum) – Kreisgrenze – K 12 – Heven – in Witten                                                       |
| K 14 | L 70 in Gennebreck – Kreisgrenze – (K 14 in Wuppertal)                                                          |
| K 15 | L 807 in Loh bei Volmarstein – Schmandbruch – Kreisgrenze – (K 15 in Hagen) – Kreisgrenze –                     |
| K 24 | (K 24 in Bochum) – Kreisgrenze – Niederwenigern – Kreisgrenze – (K 24 in Bochum)                                |
| K 33 | (K 33 im Kreis Mettmann) – Kreisgrenze – Bredenscheid – L 816 – Oberstüter – Obersprockhövel – L 70 – in Halloh |

## Quelle
- Landesvermessungsamt Nordrhein-Westfalen, Kreiskarte Nr. 11: Ennepe-Ruhr-Kreis, Stadt Hagen